# Lijst van waterwegen in België
De lijst van waterwegen in België is de opsomming van de waterwegen in België. Alle waterwegen zijn genummerd, maar de nummering wordt niet frequent gebruikt.
- W100: Zeeschelde
- W101: Haven van Antwerpen
- W120: Rupel
- W130: Dijle (Bovendijle)
- W131: Benedendijle
- W132: Demer
- W133: Afleiding van de Dijle
- W140: Netekanaal
- W141: Benedennete
- W142: Kleine Nete
- W143: Grote Nete
- W144: Afleiding van de Nete
- W150: Moervaart
- W151: Durme
- W152: Zuidlede
- W153: Langelede
- W154: Kanaal van Stekene
- W160: Zenne
- W161: Afleiding van de Zenne
- W200: Albertkanaal
- W201: Kanaal van Monsin
- W202: Schelde-Rijnkanaal
- W203: Kanaal Oelegem-Zandvliet (nooit gegraven)
- W210: Kanaal van Ternaaien
- W220: Kanaal Briegden-Neerharen
- W230: Zuid-Willemsvaart
- W240: Kanaal Bocholt-Herentals
- W250: Kanaal Dessel-Kwaadmechelen
- W260: Kanaal Dessel-Turnhout-Schoten
- W270: Kanaal naar Beverlo
- W280: Kanaal van Haccourt naar Wezet
- W300: Kanaal Charleroi-Brussel
- W301: Kanaal Charleroi-Brussel (oud vak Seneffe-Ronquières)
- W302: Oud kanaal Charleroi-Brussel
- W310: Zeekanaal Brussel-Schelde
- W320: Kanaal Leuven-Dijle
- W330: Kanaal van Klein-Willebroek
- W400: Maas
- W401: Semois
- W402: Lesse
- W403: Afleiding van de Maas
- W410: Samber
- W420: Ourthe
- W421: Afleiding van de Ourthe
- W422: Amel
- W423: Vesder
- W424: Gileppe
- W440: Gemeenschappelijke Maas
- W500: Bovenschelde
- W501: Muinkschelde
- W502: Ketelvaart
- W503: Neerschelde (Nederschelde)
- W504: Visserijvaart
- W510: Leie
- W520: Dender
- W530: Kanaal Gent-Terneuzen
- W531: Verbindingskanaal (Gent)
- W540: Kanaal Gent-Brugge en Kanaal Brugge-Oostende
- W541: Doortocht van Brugge
- W542: Afleidingskanaal der vestinggrachten van Brugge
- W543: Zuidervaartje
- W544: Minnewater
- W545: 't Zand
- W546: Binnenvestingsgracht
- W547: Buitenvestingsgracht
- W548: Haven van Oostende
- W550: Schipdonkkanaal (officieel: Afleidingskanaal van de Leie)
- W551: Kanaal van Eeklo
- W552: Leopoldkanaal
- W560: Kanaal Roeselare-Leie
- W570: Kanaal Bossuit-Kortrijk
- W580: Spierekanaal
- W590: Ringvaart (Gent)
- W600: Centrumkanaal
- W601: Kanaal Brussel-Charleroi (hoofdvertakking)
- W610: Kanaal Blaton-Aat
- W611: Kanaal Pommerœul-Blaton (oud kanaal Pommerœul-Antoing)
- W612: Kanaal Pommerœul-Hensies (oud kanaal Bergen-Condé)
- W613: Hene
- W614: Oude Hene
- W630: Kanaal Nimy-Blaton-Péronnes
- W631: Kanaal Pommerœul-Antoing (vak Callenelle-Péronnes)
- W700: IJzer
- W701: Haven van Nieuwpoort
- W710: Kanaal Ieper-IJzer
- W720: Kanaal Plassendale-Nieuwpoort
- W721: Kanaal Nieuwpoort-Duinkerke
- W722: Kanaal Veurne-Sint-Winnoksbergen
- W723: Moerdijkvaart
- W730: Lovaart
- W750: Boudewijnkanaal
- W751: Haven van Zeebrugge
- W760: Kanaal Brugge-Sluis
- W800: Verbindingskanaal (Gent)